# شوتو كاواإي
شوتو كاواإي (باليابانية: 河合 秀人) (1 أكتوبر 1993 في أوساكا في اليابان - )؛ هو لاعب كرة قدم ياباني سابق كان يلعب كلاعب وسط.

## وصلات خارجية
- شوتو كاواإي على موقع رابطة كرة القدم اليابانية للمحترفين (اليابانية)
- شوتو كاواإي على موقع قاعدة بيانات كرة القدم.إي يو (الإنجليزية)
- شوتو كاواإي على موقع Soccerway.com (الإنجليزية)
- شوتو كاواإي على موقع عالم كرة القدم.نت (الإنجليزية)